# 고제하
고제하(高濟夏, 1927년 2월 20일~1950년 9월 20일)는 한국의 독립운동가이다.

## 생애
일제강점기 조선 경상북도 안동에서 태어난 그는 안동농림학교 8회생들로 구성된 독립단체인 조선독립회복연구단(朝鮮獨立回復硏究團)의 단원으로 활동했다.
1945년에 연합군이 일본 본토에 상륙을 할 것이라는 정보를 입수한 단원들은 참모부, 조사부, 교화부, 신풍부, 특공부 등의 부서를 두어 국내에서의 무장 투쟁을 계획했다. 고제하는 졸업 이후인 1945년 3월 10일에 안동경찰서와 안동파견헌병대를 파괴하려다가 일경에게 체포되어 구속되었다.
2006년에 대한민국 정부는 그에게 대통령표창을 추서하였다.